# Merlin (personaje de Nanatsu no Taizai)
Merlin (マーリン) es un personaje ficticio y una de las principales protagonistas del manga y anime Nanatsu no Taizai creado por Nakaba Suzuki.
Es miembro de los Siete Pecados Capitales, representada por el pecado de la Gula (飽食の罪, Hōshoku no Tsumi), y su símbolo es un Jabalí.